# Eysenhardtia texana
Eysenhardtia texana, thường được biết đến với tên Texas Kidneywood, Bee-Brush, hay Vara dulce, là một loài thực vật có hoa trong họ Đậu. Nó được tìm thấy ở trung-nam Texas phía nam đến miền bắc San Luis Potosí trong thung lũng Rio Grande của phía nam Texas–Northeastern Mexico, và loài này phân bố kéo dài đến miền đông sa mạc Chihuahuan của Coahuila.